# Гордон, Джордж (аниматор)
Джордж Гордон (англ. Geogre Gordon ; 2 сентября 1906 — 24 мая 1986) — американский художник-мультипликатор, а также режиссёр-мультипликатор. Он перешёл на телевидение в ранние годы. Гордону приписывают создание сотен мультфильмов с 1937 по 1983 г.

## Биография
Джордж Гордон начал работать с мультипликацией в 1930 году в студии Terrytoons в качестве художник-мультипликатора над мультфильмами Джесси и Джеймса и фермера Аль Фалфа. Позже Гордон был повышен до должности режиссёра мультфильмов.
В 1937 году Джордж Гордон ушел из Terrytoons в мультипликационную студию Metro-Goldwyn-Mayer, чтобы работать художником-мультипликатором. Во время своей карьеры в MGM он снимал короткометражки о медведе Барни, и занимался мультипликацией для Тома и Джерри.
После ухода из MGM Гордон устроился на работу в John Sutherland Productions. Там он снял мультипликационный короткометражный фильм The Trainer Within. Фильм сохранился в Национальной медицинской библиотеке США с 1988 года. Он руководил над мультфильмом студии UPA Mr. Magoo. К 1960-м годам Гордон работал режиссером серии короткометражек The Ant and the Aardvark студии  ДеПати -Фреленга.
Джордж Гордон провел свои последние годы в студии Hanna-Barbera, где он снял несколько эпизодов шоу «The Kwicky Koala Show», «Trollkins» и «The New Scooby and Scrappy-Doo Show».

## Смерть
Джордж Гордон умер 24 мая 1986 года в Эппл Валли, Штат Калифорния.

## Личная жизнь
Старший брат Джорджа, Дэн Гордон , также работал в Hanna-Barbera. У него была дочь по имени Салли Лукас.